# Acanthephyra prionota
Acanthephyra prionota is een garnalensoort uit de familie van de Acanthephyridae. De wetenschappelijke naam van de soort is voor het eerst geldig gepubliceerd in 1971 door Foxton.